# جوزيف إي. كاربيري
جوزيف إي. كاربيري (بالإنجليزية: Joseph E. Carberry)‏ هو طيار أمريكي، ولد في 20 يوليو 1887 في وكيشا في الولايات المتحدة، وتوفي في 12 نوفمبر 1961 في لوس أنجلوس في الولايات المتحدة.